# Дума, Инесса Константиновна
Инесса Константиновна Дума (род. 1938, пос. Бурея, Бурейский район, Амурская область, РСФСР, СССР) — советский, российский педагог. Народный учитель СССР (1987).

## Биография
Инесса Дума родилась в 1938 году.
Окончив школу № 20 в посёлке Прогресс Амурской области, поступила на филологический факультет широкого профиля в Благовещенский педагогический институт, который окончила в 1961 году.
После окончания института работала в школе села Гарь Мазановского района Амурской области, где проживали семьи старателей, охотников и геологов.
Затем с 1964 года работала в вечерней школе № 4 города Райчихинска учителем русского языка и литературы, в ГПТУ № 3 того же населенного пункта. С 1967 — учителем истории в школе № 20 посёлка Прогресс, где проработала 41 год и откуда ушла на заслуженный отдых в 70 лет.

### Семья
Мать, Пичуева Людмила Кирилловна, и отец, Пичуев Константин Константинович, были педагогами. Замужем. Имеет сына и дочь.

## Звания и награды
- Народный учитель СССР (1987)[1]
- Знак «Учитель-методист»
- Значок «Отличник народного просвещения РСФСР»
- Медаль «За трудовое отличие»
- Медаль «Ветеран труда».